# Загон (Ковасна)
Загон (рум. Zagon) насеље је у Румунији у округу Ковасна у општини Загон. Oпштина се налази на надморској висини од 592 m.

## Историја
Према државном шематизму православног клира Угарске 1846. године у месту је било 84 породице, уз још припадајућих 6 из Баратоша и 32 из Пополца. Православни парох је био тада поп Мојсеј Њаговић.

## Становништво
Према подацима из 2002. године у насељу је живело 5489 становника.

### Попис2002.
| Расподела становништва по националности 2002.‍ | Расподела становништва по националности 2002.‍ | Расподела становништва по националности 2002.‍ | Расподела становништва по националности 2002.‍ | Расподела становништва по националности 2002.‍ |
| --------------------------------------------- | --------------------------------------------- | --------------------------------------------- | --------------------------------------------- | --------------------------------------------- |
|                                               |                                               |                                               |                                               |                                               |
| Румуни                                        | Румуни                                        |                                               | 2.722                                         | 49,6%                                         |
| Мађари                                        | Мађари                                        |                                               | 2.728                                         | 49,7%                                         |
| Роми                                          | Роми                                          |                                               | 35                                            | 0,6%                                          |
| неизјашњени                                   | неизјашњени                                   |                                               | 3                                             | 0,1%                                          |

### Хронологија
| Година       | 1992 | 1993 | 1994 | 1995 | 1996 | 1997 | 1998 | 1999 | 2000 | 2001 | 2002 | 2003 | 2004 | 2005 | 2006 | 2007 | 2008 | 2009 | 2010 | 2011 | 2012 | 2013 | 2014 | 2015 | 2016 | 2017 |
| ------------ | ---- | ---- | ---- | ---- | ---- | ---- | ---- | ---- | ---- | ---- | ---- | ---- | ---- | ---- | ---- | ---- | ---- | ---- | ---- | ---- | ---- | ---- | ---- | ---- | ---- | ---- |
| Становништво | 5656 | 5638 | 5621 | 5570 | 5541 | 5539 | 5509 | 5517 | 5545 | 5603 | 5587 | 5591 | 5578 | 5586 | 5567 | 5583 | 5568 | 5570 | 5544 | 5499 | 5486 | 5470 | 5428 | 5384 | 5331 | 5323 |